# Thomas Milton Liggett
Thomas Milton Liggett (Danville, Kentucky, 29 de março de 1944 — 12 de maio de 2020) foi um matemático estadunidense. Trabalhava com teoria das probabilidades, em especial com sistema de partículas em interação.
Liggett, cujos pais foram missionários na América Latina, cresceu em Buenos Aires e San Juan, Porto Rico. Estudou no Oberlin College (bacharelado em 1965) e na Universidade Stanford, onde obteve em 1966 um mestrado (dentre outros frequentou aulas de Chung Kai-lai) e em 1969 um doutorado, orientado por Samuel Karlin, com a tese Weak convergence of conditioned sums of independent random vectors). Em 1969 foi professor assistente e em 1976 professor na Universidade da Califórnia em Los Angeles (UCLA).
De 1985 a 1987 foi editor do periódico Annals of Probability. Em 2008 foi eleito membro da Academia Nacional de Ciências dos Estados Unidos e em 2012 da Academia de Artes e Ciências dos Estados Unidos.
Foi palestrante convidado do Congresso Internacional de Matemáticos em Berkeley, Califórnia (1986: Spatial stochastic growth models - survival and critical behavior). É fellow da American Mathematical Society.
Morreu em 12 de maio de 2020, aos 76 anos.

## Obras
- Interacting Particle Systems, Grundlehren der mathematischen Wissenschaften, Springer Verlag 1985
- Stochastic Interacting Systems: Contact, Voter and Exclusion Processes, Springer Verlag 1999
- Continuous time Markov Processes: An Introduction, American Mathematical Society 2010